# Ernest Van Driessche
Ernest Van Driessche (11 oktober 1949), beter bekend onder zijn schuilnaam Vic Dennis, is een Belgisch journalist en hoofdredacteur.

## Levensloop
Van Driessche was samen met onder meer Guido Van Liefferinge in februari 1973 oprichter van het tienerweekblad Joepie. In november 1983 richtte hij - eveneens met Van Liefferinge - het tijdschrift Dag Allemaal op, waarvan hij in 2001 hoofdredacteur werd. Daarnaast was hij in 1995 tevens betrokken bij de oprichting van TV Familie. In 2003 nam hij in onderling overleg met de uitgever ontslag als hoofdredacteur van Dag Allemaal, hij werd in deze hoedanigheid opgevolgd door Ilse Beyers.
Vervolgens ging hij aan de slag bij uitgeverij Cascade, waar hij hoofdredacteur werd van het weekblad TV-Gids. Onder zijn bewind wijzigde het tijdschrift later haar naam naar Primo TVgids en vanaf december 2010 in kortweg Primo.
Hij is de vader van auteur en journaliste Sylvia Van Driessche, echtgenote van Jelle De Beule.
In de jaren negentig organiseerde hij enkele tournees met Australische acteurs uit 'Sons and daughters' en in een latere fase nodigde hij Ken Kercheval (Cliff Barnes uit 'Dallas') uit voor een promotoer. Hij is tevens de bedenker van de Superklassieker, een tocht voor wielertoeristen die de finale van de Ronde van Vlaanderen combineert met die van Parijs-Roubaix.
In zijn jaren als Joepie-journalist interviewde hij tal van grote namen uit de showbizz van de jaren zeventig en tachtig, zoals Abba, David Bowie, Kiss, Alice Cooper, Claude François. Hij was ook de laatste journalist die Sam Phillips (de ontdekker van o.m. Elvis Presley, Jerry Lee Lewis, Johnny Cash, Ike Turner, Carl Perkins e.a.) interviewde, enkele maanden voor zijn dood.
Momenteel werkt hij als freelancer mee aan de tv-zender EclipsTV, waar hij o.m. een talkshow met Chris Van Tongelen (van de Romeo's) produceerde, evenals een aantal reisreportages die al op de zender te zien was.